# Història de Siraz
Siraz té una història de més de mil tres-cents anys en els quals ha arribat a ser més d'una vegada la capital de Pèrsia.

## Fundació; domini califal i safàrida
És segur que el lloc fou habitat en temps dels sassànides i potser fins i tot abans encara que això no s'ha pogut comprovar. El cert és que la ciutat fou fundada (o refundada en el lloc d'una vila persa) el 693, per Muhammad ibn Yússuf (germà d'al-Hajjaj ibn Yússuf) o per Muhammad ibn al-Kasim (cosí d'al-Hajjaj). La ciutat fou dirigida per governadors del califa fins que el safàrida Yaqub ibn al-Layth es va apoderar de Fars i va establir a Siraz la seva capital; el seu germà i successor Amr ibn al-Layth, hi va construir una mesquita al lloc on avui dia hi ha la masjid-i djami.

## Domini buwàyhida
Alí ibn Buya (Imad-ad-Dawla) es va apoderar del Fars el 933. El va succeir el seu nebot Àdud-ad-Dawla (fill de Rukn-ad-Dawla) que va governar la província del 949 al 977 abandonant després Siraz per anar a l'Iraq (que va governar del 977 al 983); en el seu regnat Siraz va esdevenir un gran centre comercial i econòmic; encara comptava llavors amb dos temples de foc i el sobirà hi va construir una biblioteca, un hospital, mesquites, jardins, basars i caravanserralls a més d'un quarter per les tropes (Kard Fana Khusraw) que va esdevenir una vila agregada però va caure en ruïnes a la mort de l'amir buwàyhida, quedant reduïda a un llogaret; també es van arruïnar l'hospital però la biblioteca es va conservar.

## Domini shabankara (fadlawàyhida) i seljúcida
Al final del període buwàyhida la regió va ser teatre de lluites. Samsam-ad-Dawla hi va construir les muralles amb 8 o 11 portes segons les fonts. El 1047/1048 el buwàyhida Abu-Kalijar va fer les paus amb el seljúcida Toghril Beg I i va governar a Siraz com a vassall. El va succeir el seu fill Fúlad Sutun fins que el 1062 (altres fonts diuen 1056) fou enderrocat pel cap dels kurds xabanqara, Fadlawayh, el qual a l'any següent fou derrotat per un exèrcit seljúcida turc manat per Kawurd ibn Čaghri Beg procedent de Kirman. En aquest temps fou saquejada més d'una vegada.

## Domini dels atabegs
A la mort de Malik Shah I el control seljúcida al Fars s'havia afeblit (1092) però els governadors seljúcides encara asseguraven la tranquil·litat a Siraz; algun amirs van lluitar per controlar la província entre els quals Čawli Sakaw, Karača o Karadja, Mengubars i Buz Abeh. Čawli Sakaw fou nomenat governador per Muhammad I ibn Malik Shah entre 1108 i 1110 i hi va anar amb Čaghri, fill nadó del sultà Muhammad, del que havia estat designat atabeg; Karača fou l'atabeg de Saldjuk Shah ibn Muhammad, va construir a Siraz una madrassa igual com van fer Mengü-Bars i Abu Nasr. Quan Mengubars i altres amirs van atacar al sultà Masud ibn Muhammad, foren derrotats a la batalla de Kurshenbe o Pendj Angusht (1137/1138) i el governador del Fars fou executat; quan les tropes de Masud van atacar les restes de l'exèrcit enemic, Buz Abeh s'hi va enfrontar i els va derrotar, i Masud va haver de fugir amb l'amir Kara Sunkur (Kara Sonkor). En revenja per la mort del seu senyor, Buz Abeh va fer executar a tots els presoners incloent el fill de Kara Sonkor; per venjar al seu fill, Kara Sonkor va iniciar l'any següent (1138/1139) una expedició contra Fars on va instal·lar com a sobirà vassall al príncep seljúcida Saldjuk Shah del que fou designat atabeg. Buz Abeh es va retirar a la fortalesa de Sefiddiz (Kalat al-Bayda) pero quan Kara Sonkor es va retirar, Buz Abeh va marxar contra Saldjuk Shah que amb molt poques forces fou derrotat i fet presoner (1139/1140) i Buz Abeh va recuperar el poder. Buz Abeh va morir el 1147 i segons Zarkuh la seva vídua Zahida Khatun va governar durant 21 anys (a aquest temps s'inclourien els anys en què encara vivia Buz Abeh, però que deixava el govern a la seva dona en les seves absències, que eren freqüents). Zahida també va construir una madrassa amb un minaret.

## Domini salghúrida
A mitjan segle xii el salghúrides van prendre el poder amb Muzaffar al-Din Sunkur ibn Mawdud (1148-1161) que sembla que era nebot (potser per part de mare) de Buz-Abeh. Va construir la madrassa Sunkuriyya. El va succeir el seu fill Muzaffar al-Din Zangi ibn Mawdud (1161-1175) que fou confirmat per Arslan Shah ibn Toghrul. Van reconèixer la sobirania dels grans seljúcides fins al 1194 i posteriorment van esdevenir independents. La dinastia va ser generosa amb Siraz i va fer diverses donacions. El visir Amin al-Din Kaziruni que servia sota Tekele ibn Zangi (Tekla ibn Zangi) va construir una madrassa i un ribat. Al final del segle va venir un període de lluita amb la revolta de Kutb al-Din Toghrul ibn Sunkur que va provocar la ruïna de l'agricultura i, per tant, la fam, i va fer aparèixer la pesta, però Sad ibn Zangi Izz al-Din (1198-1226) va restaurar la pau als primera anys del segle xiii; va construir una nova muralla, una gran mesquita i el basar Atabaki i el seu wazir Amid al-Din Abu Nasr Asad va construir una altra madrassa; Sad dominava també al Kirman i va fer una expedició a l'Iraq el 1316/1317 però fou derrotat pel xa de Coràsmia Muhammad Ala al-Din i va haver de pactar; al seu retorn a Siraz, el seu fill Abu Bakr ibn Sad Muzaffar al-Din Kutlugh, oposat a aquest pacte, li va refusar l'entrada; en el conflicte que va seguir Sad fou ferit però el poble li va permetre entrar a Siraz a la nit, i va fer presoner al seu fill, però a la seva mort (el 1230/1231 o 1226 segons una altra versió) Abu Bakr va agafar el poder; tot seguit va enviar un ambaixador (el seu nebot o germà Tahamtan) a la cort del gran kan Ogodei (escollit el 12 de setembre del 1229) i va reconèixer la seva sobirania i així el Fars i la ciutat de Siraz es van estalviar la destrucció que a partir del 1231 va afectar altres territoris. Un governador mongol (sehna) es va establir al país. El 12 de novembre de 1230 va conquerir l'illa de Qeshm (Kishm) que li assegurava el comerç amb l'Índia pel golf Pèrsic, i hi va establir una duana; però els pagaments als mongols, els dots de les princeses mongoles, i la despesa de l'exèrcit i va caler apujar les taxes i si bé encara es van fer noves construccions, a la mort de Abu Bakr l'estat va caure en l'anarquia.

## Domini il-kànida
Quan dos delegats (baskaks) il-kànides foren assassinats per Seljuq ibn Salghur, Hulagu va enviar un exèrcit que el va derrotar i matar (1263). La princesa Abash Khatun bint Sad (1263-1287) fou posada al govern i es va casar amb Tash Mongke, fill d'Hulagu, amb Sundjak Noyon com baskak. el kan Abaqa va nomenar un nou baskak. A la mort d'Abaqa el 1281, Teguder va nomenar a Tash Mongke com a governador i li va ordenar eliminar a Bulughan, el baskak d'Abaqa, el qual, assabentat, va fugir i Tash Mongke va dominar el país. Quan Tash Mongke va sortir del Fars el 1283/1284, Teguder va nomenar a la seva esposa com a governadora; van començar llavors tres anys de sequera i fam (1284-1287) en què van morir cent mil persones; un moviment revolucionari va implicar a Abash i fou arrestada pel general Buka i va morir vers 1285 o 1287 (Buka després es va revoltar i va ser executat el 1289). A la mort d'Abash es van produir moments d'anarquia i Arghun Khan va enviar a Joci per controlar la situació, i aquest va cometre importants exaccions contra la població de Siraz.
Sota els il-kànides cal destacar una gran sequera (1299) apareixent la pesta i una epidèmia de rubèola, morint 50.000 persones a Siraz i rodalia. Els impostos es van apujar. La vila tenia aleshores 9 portes i 17 barris. Ghazan hi va fer alguna construcció. La recaptació fou confiada a Kudujin, la filla gran de Tash Mongke i Abash Khatun i va tenir cura de les construccions de Siraz, especialment de les fetes pels seus ancestres.

## Domini indjúida
Vers el 1303 el govern va ser concedit a Xaraf al-Din Mahmud Xah ibn Muhammad Indju, que vers el 1225 va poder erigir el Fars en un estat autònom. El seu fill Masud Shah Djalal al-Din va pujar al poder vers 1336 imposant-se a altres pretendents. Hasan Kücük el cobànida, per recuperar algunes províncies pel que ell considerava el govern central il-kànida amb seu a Tabriz, va nomenar governador a Siraz (Fars) al seu cosí Pir Husayn ibn Amir Maḥmud ibn Amir Coban (1338). El 1339 Pir Husayn es va aliar amb el fugitiu indjúida Muhammad Shams al-Din i unides les forces dels dos homes van derrotar a Masud a Sarvestan a uns 120 km al sud-est de Siraz. Els dos vencedors van entrar a Siraz i Masud va fugir al Luristan. Al cap d'un mes de govern conjunt Pir Husayn va matar Muhàmmad i va quedar sol al govern. Llavors el que va seguir no és clar. Segon l'historiador Zarkub una revolta popular va expulsar a Pir Husayn (i hauria permès la tornada de Masud si bé això no ho diu). Ibn Battuta diu que Pir Husayn va detenir a Tash Khatun, la vídua de Xaraf al-Din Mahmud Xah i al seu fill Abu Ishak Djamal al-Din per portar-los a Tabriz i evitar qualsevol reclamació de la propietat familiar; a la sortida de la ciutat la princesa va cridar als habitants a donar-li suport i impedir la seva sortida i un fuster de Pahlawan Maḥmud es va aixecar i va dir que no permetrien la seva sortida; el poble se li va unir i van seguir aldarulls, i la gent es va armar i va matar molts soldats, va fer botí i va rescatar a Tash i el seu fill; Pir Husayn va fugir i va retornar al servei del seu cosí Hasan Kücük a Tabriz en la lluita contra Hasan-i Buzurg el djalayàrida de Bagdad. Masud va retornar a Siraz que va conservar dos anys. El 1340 Hasan Kücük va donar un exèrcit a Pir Husayn per reconquerir Siraz. En aquesta operació va tenir el suport d'un client dels cobànides, l'emir Mubariz al-Din Muhammad ibn Muzaffar, que s'havia establert com un de facto emir independent a Yedz. En acostar-se a Siraz, Masud va fugir i es va refugiar a Bagdad amb Hasan Buzurg. El poble de Siraz, per temor a la venjança de Pir Husayn, va tancar les portes i es va disposar a defensar-se. Després de 50 dies de lluita l'influent cadi de Fars Mawlana Madj al-Din Ismail Fali va aconseguir un acord pel qual Pir Husayn recuperava el poder a Siraz pacíficament i perdonava a la població els fets anteriors. Com a recompensa pels serveis de Mubariz al-Din Muḥammad ibn Muzaffar li va cedir el govern de Kirman, que fins aleshores sembla que estava unit al de Fars. Pir Husayn va restar a Siraz fins al 1342 i mentre els dos fills vius de Sharaf al-Din Mahmud Shah preparaven aliances amb altres generals cobànides per recuperar el poder al Fars i venjar la mort del germà Muhammad Shams al-Din. Abu Ishak Djamal al-Din, el germà més petit, fou nomenat (vers 1341) per Pir Husayn com a governador d'Esfahan per contrarestar la influència creixent de Mubariz al-Din Muḥammad ibn Muzaffar i evitar la seva expansió cap a Fars, però aviat es va aliar a Malik Ashraf ibn Timurtash ibn Coban, germà de Hasan Kücük i cosí de Pir Husayn i el 1342 Malik Ashraf i Abu Ishak van unir les seves forces a Esfahan; assabentat Pir Husayn va sortir de Siraz per atacar-los però fou derrotar pels aliats, i enganyant a Mubariz va retornar a Tabriz on el seu cosí el va fer matar. Els vencedors van avançar cap a Siraz; les relacions dels dos homes, que en un moment donat interessaven als dos, ara ja no tenien interès i mentre s'establia el campament a Jafarabad, al nord de Siraz, Abu Ishak va entrar a la ciutat i va tancar les portes a Malik Ashraf. La població li va donar suport i a la nit va atacar el campament del cobànida per sorpresa i va aniquilar a les forces cobànides. Al mateix moment, i sense saber l'èxit del seu germà, Masud estava tornant a Siraz amb el suport d'un altre cobànida, Amir Yaghi Basti ibn Amir Coban (oncle de Malik Ashraf) general d'Hasan Buzurg. Abu Ishak va reconèixer el millor dret del seu germà gran i es va retirar a l'est cap a la regió de Shabankara a la frontera entre Fars i Kirman.

## Domini muzafàrida
Fou durant el regnat de Abu Ishak Djamal al-Din que Ibn Battuta va visitar Siraz (juliol de 1347) que diu que l'activitat econòmica era intensa i els ingressos de l'estat alts; els mercats estaven plens. Esmenta alguns monuments de la ciutat entre els quals el santuari d'Ahmad ibn Musa, molt venerat, la tomba, col·legi i hospital de Tash Khatun (mare d'Abu Ishak) i els mausoleus de Ruzbihan Bakli o de Zarkub. El 1354 els muzafàrides de Kirman i Yadz van conquerir Siraz. Abu Ishaq va fugir a Esfahan. El 1357 les forces de Muhammad ibn Muzaffar entraven finalment a Esfahan i feien presoner a Abu Ishak que van enviar a l'emir que era a Siraz. Davant d'una assemblea de jutges i nobles es va decidir la seva execució de la que fou encarregat Amir Kutb al-Din, fill d'un cap de barri executat pel sultà indjúida, que la va complir el maig del 1358. Molts dels millors edificis de Siraz són construccions d'Abu Ishak entre els quals el Koda-kana o Dar al-masahef (també Dar al-mashaf, o Biblioteca de l'alcorà) annex a una mesquita del segle ix (Masjid-i jama-i Atiq) que tenia un alcorà manuscrit pels companys del Profeta; una imitació de la Tak-i Kesra sassànida de Ctsesifon (que no es va conservar); i altres diversos edificis notables que tampoc s'han conservat. Diversos prínceps muzafàrides van governar a Siraz.

## Domini timúrida
El 1387 Tamerlà va envair el sud de Pèrsia. A finals d'any, Timur va arribar davant de Shiraz (21 de desembre de 1387), i la ciutat es va rendir sense lluita i fou perdonada havent de pagar mil tomans. Zain al-Abidin Ali havia fugit en direcció a Bagdad. El nom de Timur fou llegit a la khutba (oració del divendres)
Quan Timur va sortir del país el 1388 (al rebre notícies de Transoxiana) va nomenar a Mubariz al-Din Shah Yahya (ara el cap de família) com a governador de Shiraz i Fars i al seu fill gran Muhammad ibn Shah Yahya li va concedir Esfahan; va confirmar a Sultan Ahmad ibn Shah Shuja el Kirman i a Sultan Abu Ishaq el districte de Sirjan erigit en principat i amb dret hereditari per a ell i els seus successors. Shah Yahya conservava a mes a mes Yadz. Shah Mansur dominava Khuzestan.
El 1389 Shah Mansur va sortir de Shushtar amb les seves forces (les propies i les de Zain al-Abidin que havien passat al seu servei) i es va dirigir a Shiraz; els caps religiosos de la ciutat li van obrir la porta de Salem; Shah Yahya, gairebé sense exèrcit, va fugir a cavall per la porta de Sadet i Shah Mansur es va apoderar del govern i no va fer cap mal al seu germà fugitiu, ni tan sols el va fer perseguir (1389).
Shah Mansur es va dirigir a Abarkuh on el príncep local Pahlawan va resistir; Shah Mansur va desistir d'assetjar-la i va tornar a Shiraz. Zayn al-Abidin Ali (ara sultà a Esfahan) va considerar llavors (1389) que era el moment de recuperar el poder a Shiraz i va reunir un petit exèrcit confiant que la major part dels amirs de Shah Mansur (que abans l'havien servit a ell) l'abandonarien; es va acostar a Shiraz; Shah Mansur li va sortir a l'encontre i els dos exèrcits es van trobar a Istakhr, a l'est de Shiraz, a l'anomenat Pont Nou; ningú va abandonar a Shah Mansur els soldats del qual van passar el riu nadant, van atacar a les forces de Zain al-Abidin i les van derrotar matant a la majoria; Zain al-Abidin Ali va poder fugir cap a Esfahan.
Shah Yahya es va aliar a Sultan Ahmad de Kirman i a Zayn al-Abidin, que havia assolit el poder a Esfahan. La coalició, des-coordinada, fou derrotada per Shah Mansur, el gener o febrer de 1391. Zayn al-Din fou capturat i cegat i Esfahan fou ocupada.
Timur va sortir de Shushtar el 25 de Rabi al-Akhir (Rabi al-Thani) del 795 (equivalent al 18 de març de 1393) i va avançar per Bahbahan cap a Shiraz; va anar saltant de vila en vila i el darrer dia de març (31) va passar el riu Kavedan i va buscar informació de la fortalesa de Kala Sefid; d'alli va passar a Nawbanjan on va acampar. L'1 d'abril de 1393 el seu exèrcit es va presentar davant de Kala Safid, una de les fortaleses mes considerables de l'Àsia, governada pel kutwal Mihtar Saadat (Saadat vol dir “afortunat”), en nom de Shah Mansur. La fortalesa estava dalt d'una muntanya amb un únic camí d'accés molt complicat i la resta amb parets escarpades; dalt de la muntanya hi havia una plana tota protegida per la mateixa pedra de la muntanya (pedra d'extraordinària duresa) de una llegua de llarg per una d'ample (al tomb de 5 x 5 km) i hi havia torrents i fonts, arbres fruiters, terres cultivades i tota mena d'animals tot el qual podia abastir a tota la gent que hi havia a la fortalesa; diverses edificacions per residir els prínceps estaven ben protegides del foc i les fletxes; el camí d'accés estava construït de tal manera que en diversos llocs tres homes podien aturar a milers. A mes amb el temps s'havia reforçat la seva protecció natural amb pedres, guix i cal allà on podia ser més exposada. Però res aturava a la gent de Timur; atacant durant tres dies finalment un dels oficials (Ak Bugha, oficial de l'amir Shaikh Muhammad Aikutmur) va poder pujar per un lloc sense ser vist i va obrir camí; llavors l'atac fou general i finalment la fortalesa fou conquerida i la guarnició tirada des de dalt de la muntanya fins baix. Saadat fou fet presoner per Muhammad Azad i portat a Timur que el va fer matar. A la fortalesa fou trobat el sultà Zain al-Abidin Ali, que havia caigut en mans de Shah Mansur el qual l'havia fet cegar i el tenia retingut allí; Zayn al-Abidin fou portat davant de Timur que li va donar una vesta i li va prometre venjar-se de Shah Mansur. Les dones de la fortalesa que havien estat apressades foren alliberades per ordre de Timur; aquest va nomenar governador a Malik Muhammad Aubahi. El dia 2 d'abril Timur va fer nit a Nawbanjan. Ak Bugha, el primer que havia escalat Kala Sefid, va rebre diverses gràcies de Timur (diners, dones, cavalls, camells, mules, tendes...); aquest oficial era molt humil i només disposava d'un cavall i es va trobar de sobte amb moltes coses de les que no sabia ni que fer. El dia 3 Timur va continuar el camí cap al congost de Shib Bawwan, acampant després a Tirmerdan. El dia 4 va continuar cap a Jaragiane on va fer nit i el 5 va arribar a Juyum, i va preguntar per Shah Mansur i tothom li va dir que segurament havia fugit.
Efectivament quan Shah Mansur va saber la caiguda de Kala Safid va fugir, atacat pel pànic, cap al pont de Fasa on va trobar alguns refugiats als que va preguntar què deia la gent de Shiraz i li van respondre que es reien d'ell perquè, amb tota la seva arrogància, havia "fugit com una cabra". En sentir-ho, va tenir vergonya i el seu destí el va impulsar-lo a retrocedir i oposar-se a Tamerlà (que ja havia arribat a Shiraz) amb només un petit exèrcit de 3000 homes, la majoria nòmades. El lloc on es va combatre s'anomenava Patila. Quan Timur el va veure preparat per a la batalla, va confiar l'ala dreta del seu exèrcit a Pir Muhammad, l'esquerra al príncep Muhammad Sultan i el centre al seu fill el príncep Shah Rukh. Davant l'atac de Timur les ales dreta i esquerra de Shah Mansur van fugir però ell i el centre van aguantar ferms i van lluitar amb desesperació i valentia de manera que va costar a les tropes de Timur poder-se obrir pas; els guàrdies de corps de Shah Mansur van caure i va quedar finalment sol, ferit a tres llocs del coll i la cara. No fou reconegut, i tots els presoners foren portats cap a la ciutat. però un dels soldats de Timur el va fer caure del cavall i, al caure a terra, el casc li va marxar del cap, i potser pensant que havia estat reconegut, va cridar: "Soc jo a qui busqueu: doneu-me un glop d'aigua i porteu-me viu a Timur". Els soldats però no van fer cas a la seva petició i el van matar allà mateix i després el van portar a Timur. La majoria dels seus oficials també van ser assassinats o presos; Fars va quedar dominat i Timur va enviar les proclames de la gran victòria obtinguda a través del territori de tot el seu immens imperi. El relat de Yazdi es diferent en diversos detalls; el principal es que diu que Shah Mansur va atacar directament a Timur i li va descarregar dos cops d'espasa, però no el va poder ferir; després Shah Mansur fou mort en el combat per Shah Rukh en persona.
El 18 de maig de 1393 Timur abandonava Shiraz cap a l'Iraq Ajamita (a vegades esmentat com Hircània) en direcció a Esfahan. A finals de maig Tamerla va donar orde d'executar a tots els prínceps muzafàrides. El govern de Fars havia estat concedit al fill de Tamerlà, Umar Xaikh, amb seu a Shiraz. Després de la sortida del seu pare del país havia conquerit els focus de resistència que havien quedat, entre els quals les fortaleses d'Istakhr, Farak, Shariyari Gharmsir i Sirjan, a la frontera de Kirman, on Gudarz resistia ferotgement i allí va rebre ordre de Timur d'anar al Diyar Bakr per participar en la guerra contra els mamelucs de Síria i Egipte. Va encomanar a Ideku Barles governador de Kirman, Kutb al-Din Shah Shahan governador de Sistan i a Pirali Selduz, la culminació del setge de Sirjan i va marxar cap a Shiraz per equipar-se pel viatge. Com a governador de Fars i Shiraz va deixar a Sevinjik Bahadur i va marxar cap al Diyar Bakir morint pel camí en un incident menor amb un grup de kurds; El seu cos fou portat a Shiraz a una mesquita en presència de nombrosos amirs; poc després les esposes Sevinje Korluk Agha (Sevinj Kotluq Agha), Bei Mulk Agha i Melket Agha i el fill infant Iskandar Mirza (que s'havia quedat a Shiraz quan el pare va marxar cap al Diyar Bakr) el van portar cap a Kish. Pel seu costat la primera tasca de Sevinjik com a governador fou restaurar la fortalesa de Fahandir o Quhandiz que havia estat destruïda per Shah Shuja. No gaire després fou nomenat governador a Shiraz, Pir Muhammad, el fill gran del príncep difunt.
El 1399 Tamerlà va enviar al príncep Rustem amb dos mil homes cap a Shiraz, on governava el seu germà gran Pir Muhammad, amb ordre de sortir tots dos cap a Bagdad. Rustem hi va arribar per la ruta de Yadz i Abarkuh i fou ben rebut pel seu germà Pir Muhammad ibn Umar Shaik. Poc després Rustem i els amirs Sevinjik Bahadur i el seu nebot Hassan Jandar, amb els seus homes, van marxar cap a Bagdad, passant per Behbehan i Shushtar. Rustem va deixar com a governadors de Shiraz, seguint les ordres de Timur, als amirs Said Barles i Alibek Aisa. Pir Muhammad ibn Omar Shaikh havia de marxar també però va anar retardant la sortida i quan finalment va marxar al cap de poc va al·legar una malaltia per retornar des de Nobengian al Khuzestan. Va retornar a Shiraz oficialment malalt; després va començar a fer algunes coses estranyes o que així els van semblar a diversos oficials que en van informar a Said Barles, el governador, el qual va fer uns investigació i finalment va detenir a Pir Muhammad a la fortalesa interior on ell mateix es va allotjar, deixant a Ali Beg Aissa al càrrec del govern de la ciutat. En va informar a Timur que va enviar a l'amir Allahdad per castigar (executar) als instigadors del canvi de actitud del príncep; Allahdad va anar a Shiraz i va executar a tres alts càrrecs del govern, a un altre se li van tallar cames i braços i tres mes foren empresonats; el príncep fou portar a Samarcanda lligat i va comunicar a Rustem (que era a Mendeli) que Timur l'havia designat virrei de Pèrsia (o sigui Fars). Rustem va abandonar Mendeli i es va dirigir a Shiraz per prendre possessió del govern i els amirs Hasan Jandar i Hasan Jagadul es van quedar amb ell mentre que Sevenjik va anar a la regió del Karabakh amb Timur Pir Muhammad ibn Umar Shaikh fou jutjat acusat de aprendre màgia i utilització de verins i fou castigat a rebre diverses bastonades d'acord a la Yasa o llei mongola, però va quedar en llibertat. Dos dels seus alts càrrecs foren executats: Shiakh Zade Ferid i Mubarak Khoja, sota acusació d'haver corromput al príncep, haver-li ensenyat l'ús de verins i la màgia.
El 1401 després de la campanya de l'Iraq Arabí, Timur va permetre a Rustem, que hi havia participat, marxar a Shiraz amb ordre pels governadors que havien ocupat el lloc, Hasan Jandar i Hasan Jagadul, de retornar a la cort. El 1403, estant a Menkul, Timur va retornar el seu favor a Pir Muhammad ibn Umar Shaikh i li va retornar el govern de Fars i Shiraz, donant-li com a ministres a Luft Allah ibn Bayan Timur ibn Akbugha i a Txel Panchat Barles. Va cridar al príncep Rustem que era a Shiraz, per presentar-se a la cort; quan va arribar a Kansar, que era una dependència de Gulbadkhan es va trobar amb un diploma de l'emperador que li concedia el govern d'Esfahan i li ordenava anar a Burudjird i reconstruir la fortalesa d' Ormiyan. Pir Muhammad, que estava de camí a Shiraz, va arribar a Kansar i es va trobar allí amb el seu germà Rustem; va ser una trobada cordial i després cadascú va anar al seu govern
El 1407 els germans es van enfrontar; a proposta d'Iskandar, les seves forces i les de Rustem van marxar contra Siraz. Calia passar un riu que no s'identifica (probablement el Pulwar o el Kur) i Pir Muhammad va fer vigilar entre el dic d'Adal i la fortalesa de Marand, en la zona que el riu es podia creuar, i va enviar a l'amir Timur Khoja a ocupar el congost de Faruk. Iskandar va arribar a la vila de Kemher mentre Timur Khoja arribava al mateix lloc; Iskandar va penetrar en la tropa enemiga i la va desorganitzar i Timur Khoja va haver d'evacuar el congost i repassar el riu reunint-se amb la resta del seu exèrcit. Pir Muhammad va reforçar la vigilància dels passos del riu mentre Iskandar passava el congost ja desguarnit i va arribar a la vila de Kenareh. Rustem no s'atrevia a travessar el riu però a la nit els núvols amenaçaven turmenta i Iskandar va alertar que al dia següent no es podria passar; va fer acampar una part de les tropes al gual principal (el de Kenkeri) en front on estava l'exèrcit enemic i sobtadament la major part de l'exèrcit va passar pel gual de Jeschnan; els que vigilaven aquest i altres guals van fugir i Pir Muhammad es va retirar cap a Siraz. La pluja era intensa i el vent molt fort i els dos exèrcits no van arribar a Siraz fins a la hora de la pregaria de la tarda. El setge va durar 40 dies i quasi tots els dies amb combats de mati a nit, i cap de les dues parts obtenia l'avantatge. Iskandar i Rustem van decidir assolar els territoris tribals al sud i oest de Siraz. Durant dies van devastar els districtes propers a Siraz i finalment van retornar a Esfahan amb un botí immens.
Pir Muhammad tenia com a visir a Khoja Husayn, amb poder absolut sobre administració i finances. Després de reconciliar-se amb el seu germà Iskandar va anar al Kirman i quan havien fet algunes jornades de camí, el seu visir a la nit va entrar a la tenda i el va assassinar. Iskandar va poder tornar a Siraz en dos dies i va comunicar la notícia; quan algunes tropes van tornar i va confirmar els fets, els kuluis (els bazarís), dirigits per Khoja Ala al-Din Muhammad van proclamar a Iskandar com a sobirà. Però Khoja Husayn va encarregar al seu germà Khoja Ali de matar Iskandar i Ali va marxar ràpid a Siraz; els amirs van donar suport a Husayn excepte Abd al-Samad que se’n va anar a Yadz. Husayn va tornar amb l'exèrcit i amb vestits reials i va atacar Siraz; a la porta de Murdestan va topar amb la resistència d'Ala al-Din Muhammad; després d'hores de lluita Husayn fou derrotat i va fugir a Jafaradab i després cap a Kirman i les tropes aleshores es van pronunciar a favor d'Iskandar. En la ruta de Kirman, Khoja Husayn fou atrapat i torturat i després portat davant Iskandar que el va fer matar. El cap fou enviat a Esfahan i el cos exposat durant tres dies i cremat.
El 1412 Iskandar va traslladar la seva capital de Siraz a Esfahan (233). El 1414, assetjat Iskandar a Esfahan per l'emperador Xah Rukh, a Siraz els kalui (bazarís) i els kelanters (notables governants) van aconseguir l'adhesió del daroga local Xaikh Muhammad Sarik per sotmetre’s a Xah Rukh. No dubtaven que l'emperador conqueriria Esfahan i que després marxaria a Siraz i se’ls consideraria enemics per lo que en cas d'avançar-se podrien reclamar haver actuat amb la lleialtat deguda al poder suprem. Els fills d'Iskandar i els fills dels amirs Abd al-Samad, Xaikh Yesaul, Yusuf Kurji i Daran (els de mes confiança d'Iskandar) foren arrestats; immediatament es va encunyar moneda amb el nom de l'emperador i es va llegir la khutba al seu nom i es van enviar regals a la cort. Bekneh Bakhsxi i Luft Allah Baba Timur foren designats respectivament administrador de finances i governador de Fars. Els amirs Hasan Sufi i Jelban Xah Barles foren enviats a buscar als fills d'Iskandar i els fills dels amirs. Després de la rendició de Iskandar, el govern de Shiraz fou donat a Ibrahim Sultan, fill de l'emperador, i el d'Esfahan a Rustem.
El príncep Rustem va fer cegar a Iskandar o al menys ho va tolerar. Xah Rukh ho va desautoritzar i va fer conduir al príncep cec a la seu de govern de Baykara. Però Iskandar volia venjança i feia tot el possible per promoure l'agitació, i tot i ser cec era molt hàbil i enginyós en intrigues. I la defecció de Sad Vaccas (príncep governador de Qom) li va semblar una ocasió oportuna. Va alertar al seu germà petit que allà on eren estaven en perill davant els turcmans i que si els atacaven no podrien fugir. Baykara, que no era de moltes llums, es va deixar seduir per un projecte polític consistent en anar a Siraz i apoderar-se d'aquesta capital. Iskandar i Baykara van sortir cap a Siraz, però un servidor de Iskandar, Murad Tilbet, va desertar i es va dirigir a Esfahan on va revelar els plans a Rustem.
Aquest va enviar un contingent per tallar la ruta i va trobar a les forces dels dos germans a Jerbadekan, les van atacar i Iskandar va caure presoner i fou enviat a Esfahan i portat davant de Rustem. Baykara no va saber que fer i no va ni seguir endavant ni tornar endarrere, restant uns quants dies aturat a Kendeman. Ibrahim Sultan, ja assabentat, va reunir consells dels amirs, i va ordenar empresonar a tots els antics servidors d'Iskandar que eren a Siraz i els va enviar al Khurasan (província mongola) sota la vigilància d'un guardià.Però aquests homes entre els quals hi havia Sunej Khoja, Ardewan i Mezid Baixlik, quan eren a un lloc anomenat Khan Habeix (entre Abarkuh i Maixad-Maderi), van matar el seu custodi i van fugir a Kendeman i es van reunir amb Baykara al que van reprotxar la seva inactivitat i el van instigar a seguir la marxacap a Siraz. Baykara els va escoltar i va reprendre la marxa. Ibrahim Sultan ja havia fet tots els preparatius i va sortir a l'encontre dels seus rivals; els dos exèrcits es van trobar a la rodalia de Baiza; alguns dels oficials de Ibrahim com Xaikh Txehereh, Masud Xah i Xul entre d'altres, es van passar a Baykara al que també donava suport la població. Ibrahim va haver de retirar-se cap a Abarkuh; va passar breument per Siraz a la nit per emportar-se a la seva mare Tuti Agha i part del tresor i al dia següent estava a Abarkuh. El 17 de juny de 1415 Baykara va arribar a Siraz a la porta de Ixtkhar; els sayyids, els cadis, els notables i els kalui, com que estaven sense sobirà, van sortir a demanar a Baykara que entrés a la ciutat.
Quan Rustem va saber que Baykara ja era a Siraz i estava al front del govern del Fars, va fer matar el seu germà Iskandar, com verdader instigador dels fets. Quan Baykara va saber que l'exèrcit imperial s'acostava va començar a dubtar. Estava persuadit de que no seria atacat i que els rumors d'un atac nomes eren per espantar-lo. Però poc després Ibrahim va aparèixer a la rodalia de Siraz i Baykara es va tancar a la ciutat. L'exèrcit imperial va passar per Qom i Kaixan i va arribar a Esfahan el 4 de novembre de 1415 i a Siraz el 15 de novembre de 1415; un campament es va establir a la plana de Maidani Saadet. Baykara va enviar un correu a Ghiyath al-Din Baysonghor demanant-li intercedir per ell; aquest príncep en va parlar al seu pare i li va oferir la submissió de Baykara que aniria personalment a la cort; Xah Rukh va acceptar. El 17 de novembre a la nit Baykara va sortir de Siraz i es va presentar al campament imperial, on se li va concedir l'honor de baixar la ma de l'emperador; fou perdonat; només dos a tres persones foren executades. (. Baykara fou enviar a Kandahar i Ghermsir com a convidat de Qaydu ibn Pir Muhammad.
Xah Rukh va entrar a Siraz poc després. Els amirs Yadgharxah Arlat i Nuixirwan [Anuixirwan] Barles amb l'ala dreta de l'exèrcit van anar a Kalahi Sefid (Castell Blanc) i Xulistan. Xah Malik amb els deu mil homes de l'ala esquerra va anar a Xabankara i el príncep Rustem va tornar a Esfahan. L'emperador va estar un temps a Siraz ordenant l'administració i impartint justícia. Els amirs de Xulistan i Luristan van anar a la cort a retre homenatge. L'amir Kerkin va sortir de la província de Lar i el districte de Deriabar [la paraula vol dir “marítim” i segurament es refereix a la zona costera de Fars i va fer un regal molt valuós a Xah Rukh. Estant a Siraz, Xah Rukh va enviar una carta afectuosa a Sultan Uways II, el sultà jalayírida que governava al sud de l'Iraq Arabí i Khuzestan. No va sortir de Siraz fins passat el mes de Ramadà. Ibrahim Sultan va recuperar el govern de Shiraz i Fars.
Sota els timúrides es van construir nous edificis, per orde de Iskandar ibn Umar Shaykh que va regnar al Fars amb seu a Siraz de 1409 a 1414, i va morir el 1415); fou un mecenes per la ciutat; Ibrahim Sultan (1414-1435) (fill de Xah Rukh 1405-1447) fou un altre mecenes, que va morir el 1435.

## Domini kara koyunlu
Després els timúrides van haver de disputar el Fars als kara koyunlu (que des de 1430 dominaven l'Azerbaidjan i des de 1432 al Baix Iraq, però el 1435 el seu cap Kara Uthman havia mort en batalla contra els ak koyunlu). Sota Djahan Shah (o Jahan-Xah) el sultanat qara qoyunlu va arribar a la seva màxima extensió i poder. El 1446 va arrabassar Iraq a un príncep rival, Fulad ibn Esfahan i a la mort del seu sobirà nominal Shah Rukh (1447) es va fer independent dels timúrides i en els següents cinc anys es va apoderar de Sultaniyya i Qazwin, Rayy, Esfahan, Fars (amb Siraz) i Kirman, tot ciutats i territoris que pertanyien a l'imperi timúrida.

## Domini ak koyunlu
L'enemic principal de Jahan-Xah fou l'ak koyunlu Uzun Hasan, contra el que va iniciar una campanya (1467): ja proper l'hivern Shah Djahan fou atacat al seu camp per Uzun Hasan i derrotat, i Djahanshah i el seu quart fill Muhammad van morir i el tercer fill Abu Yusuf fou capturat i cegat; el fill gran Farrukhzad havia mort feia anys i el segon Abu l-Kasim va morir el 1468. La successió la va recollir Hasan Ali, que estava a la presó i fou alliberat i proclamat sultà, però aquesta manca de lideratge va fer que a l'estiu del 1468 Uzun Hasan aconseguís dominar l'Azerbaidjan. Causa important en el fracàs la va tenir la revolta durant el conflicte del seu fill Hasan Ali. Territorialment en aquest moment fou quan el domini qara qoyunlu fou més gran; Djahanshah portava el títol d'emir, sultà, kan i kakhan. La mort dels caps kara koyunlu va permetre als timúrides pensar a recuperar l'Iran. Van avançar des de Khorasan i van arribar fins a l'Iraq Adjemí, sense arribar a Siraz, però mancats de reforços van haver d'instal·lar quarters d'hivern a la regió del Karabakh on foren assetjats pels ak koyunlu, i el timúrida Abu Said fou fet presoner en un intent de sortida el gener del 1469 i executat al cap de poc. Això va deixar a Uzun Hasan sense rival per l'Iran occidental. Uzun Hasan es va estendre per les regions entre Azerbaidjan i Gran Khorasan i va establir la seva capital a Tabriz, antiga capital dels il-kans, els djalayírides, i els kara koyunlu, relegant a Siraz a una posició de vila provincial, si bé la prosperitat hi va retornar.
Josafa Barbaro, que va viatjar per Iran a la meitat del segle xv, diu que Siraz era una ciutat de 200.000 habitants, amb un bullici de gent i activitat frenètica als mercats i en el comerç en general; s'hi trobaven tota menar d'articles; la ciutat estava emmurallada i tenia nombroses mesquites precioses i edificis notables; la seguretat hi regnava. En termes generals Ludovico di Verthema confirma aquestes dades en el seu viatge iniciat el 1502.

## Domini safàvida
Els següents senyors de la ciutat foren el safàvides que hi van entrar el 1503. Els antics amirs de Dhu l-Kadr van rebre el govern al principi però Abbas I el Gran va nomenar al kukkarakasi Allah Wirdi (1595 a 1613) el 1595. El seu fill Imam Kuli Khan el va succeir a la seva mort el 1613 i va aconseguir per la província un alt grau d'autonomia; va construir un palau a la ciutat. El 1628 va rebre a Siraz l'ambaixador anglès Sir Dodmore Cotton. Safi de Pèrsia va sospitar del seu governador i el va fer assassinar (1632). L'administració local va passar llavors a un wazir, Muin al-Din Muhammad, rellevant directament del govern central. Siraz era llavors escala obligada en el trajecte entre el golf Pèrsic i Esfahan, la capital safàvida, i nombrosos viatgers van passar per la ciutat. deixant escrit alguns les seves impressions, com Della Valle (1612-1621), Thomas Hernert (1628), Tavernier (1632-1668), Thévenot (1663), Chardin (1666-1669 i 1672), Fryer (1676-1678), Kaempfer (1683) i Cornelius de Bruin (1702-1704). El 1617 la Companyia Anglesa de les Índies Orientals va instal·lar una fàbrica a Siraz però el comerç després es va reduir per la competència de la Companyia Holandesa de les Índies Orientals; una factoria es va obrir a Siraz el 1623 però es va tancar el 1631; es va tornar a obrir el 1634. El 1630 la ciutat fou parcialment destruïda per inundacions i altre cop el 1668, i aquesta vegada va seguir la pesta; la ciutat no obstant fou reconstruïda. Alguns europeus esmenten fabrique s de ceràmica i s'exportava vi cap a Portugal, producció que anava a càrrec dels jueus dels que hi havia unes 600 famílies a Siraz.

## Domini dels ghalzay i de Nadir Shah
Els safàvides van caure el 1722 i Siraz fou teatre de les lluites entre els afganesos Ghalzai i Nadir Kuli Khan (després Nadir Shah). Els afganesos van atacar Siraz el 1723 i el governar va refusar entregar la ciutat i va resistir durant 9 mesos fins que la gana va obligar a rendir-se; es diu que al setge van morir unes cent mil persones. Nadir, després d'expulsar els afganesos d'Esfahan, els va derrotar prop de Siraz el 1729, i va entrar a la ciutat. Va fer reconstruir la ciutat que havia quedat molt malmesa en les lluites dels darrers anys, i va fer una donació personal per restaurar una mesquita. El 1733/1734 Muhammad Khan Baluč es va revoltar al Fars donant suport al pretendent safàvida Tahmasp, però derrotat per Nadir va haver de fugir cap a Siraz i finalment cap a l'illa de Kays. Nadir va recuperar Siraz i va nomenar governador de Fars a Mirza Taki Khan Xirazí ibn Hadjdji Muhammad, que era mutawfi de la ciutat i d'una família que tenia de manera hereditària el càrrec de mirab de Kumisha i Siraz. Nadir es va coronar com a xa el 1736. Taki es va revoltar al cap d'uns anys (gener del 1744) i Nadir va enviar un exèrcit per assetjar la vila, la qual va resistir durant quatre mesos, sent llavors ocupada i saquejada i part de la població massacrada. La pesta va seguir al setge i va matar unes 1.400 persones.

## Dinastia Zand
Nadir va morir el 1747 i va seguir una època d'anarquia en que Siraz fou objecte d'alguns saquejos per part dels bàndols enfrontats fins que Karim Khan Zand la va dominar. El 1765 havia consolidat el seu poder a Pèrsia excepte el Gran Khorasan i l'any següent va convertir Siraz en la seva capital. La prosperitat va retornar a la ciutat sota Karim, i es va repoblar; els seus carrers eren segurs i el comerç fou encoratjat; es van establir drets de duana per totes les mercaderies que entraven a la ciutat i els preus es van equilibrar i moderar; el vidre era un dels principals productes de la ciutat i rodalia i s'exportava cap altres regions; altre producte destacat era el vi produït pels jueus i armenis, exportat cap al golf Pèrsic amb destí final a l'Índia. El 1775 hi va haver un parèntesi en la prosperitat a causa d'una fam que va afectar el sud de Pèrsia, i va fer pujar els preus de manera desorbitada, perquè els graners de l'estat no es van obrir per a reservar-los per a l'exèrcit, i el bestiar va ser enviat a Rayy, Qazvín i l'Azerbaidjan per manca de farratge; gairebé la crisi va enllaçar amb la mort de Karim Khan Zand el 1779. El xa havia fet considerables edificacions a la ciutat i havia portat obrers de tota Pèrsia per les obres; entre les seves construccions una nova muralla de 25 peus d'altura i 10 d'amplada amb torres cada 20 metres; comptava amb sis portes i foren construïdes per 12.000 homes; la fortalesa de Siraz fou també arranjada i va construir una ciutadella a la que va residir el seu successor Djafar Khan Zand, i altres edificacions militars i comercials (camp d'artillera tup-khana, basar Wakil); també va fer edificacions religioses i cases pels lurs i laks dels seu exèrcit. Aleshores Siraz tenia 11 barris dels quals 5 eren haydaris i 5 nimatis i el darrer era jueu.
El 1789 Agha Muhammad Khan va marxar en expedició al sud. Lutf Ali Khan Zand, successor de Djafar aquell mateix anys, es va tancar a Siraz on va quedar assetjat; tres mesos després els assetjants es van retirar davant el conflicte creat pels turcmans de Yamut i Goklan. El 1791 Lutf Ali va intentar ocupar Esfahan, sense èxit; durant l'expedició va deixar Siraz en mans del kalamtar Hadjdji Ibrahim, que en la seva absència es va revoltar i va iniciar contactes amb Agha Muhammad.

## Dinastia Qajar
Sota els qajars Siraz va restar capital de la província del Fars. La major part del temps fou governada per prínceps de la dinastia que sovint estaven absents per fer expedicions o per anar a la cort; els wazirs de Fars eren els que exercien generalment l'administració efectiva, i les distàncies i les comunicacions a l'època permetien una certa autonomia provincial. El gener de 1795 Fath Ali Mirza (Baba Khan) fou nomenat governador de Fars, Kirman i Yedz per Agha Muhammad i va residir a Siraz. Mort Agha Muhammad assassinat el 1797, Fath Ali va retornar a Teheran i va esdevenir xa deixant el govern de Fars al seu germà Husayn Kuli Mirza que va arribar a Siraz el setembre del 1797. El 1798 es va revoltar però es va sotmetre al cap de poc. El govern fou donat llavors a Muhammad Ali Khan Kadjar Koyunlu al que el 1809 va succeir Husayn Ali Mirza Farman-Farma, fill de Fath Ali; va marxar de Nur al Mazanderan fins a Siraz amb 800 infants amb fusells (tufangčis) que al cap de dos anys van fer venir a les seves famílies i es van instal·lar al districte de Murdistan a Siraz (abans ocupat pels laks però havia estat destruït per Agha Muhammad); aquesta tropa fou impopular i van c ausar nombrosos conflictes fins que el 1828/1829 van rebre l'orde de tornar a Teheran. En aquest temps la ciutat estava parcialment en ruïnes (una quarte part segons Waring el 1802, i sense especificar però confirmant el fet Sir William Gore Ouseley el 1811). James Morier estimava la població a menys de 19.000 habitants el 1810 i diu que hi havia gran descontentament pel preu del pa, encarit per l'acaparament de blat pels alts funcionaris dels que se sospitava que actuaven per orde de la mare del príncep governador, però que mercès a la intervenció del Shaykh al-islam el conflicte es va resoldre i els pastissers foren fuetejats. El 1811 Mirza Ali Akbar (fill d'Hadjdji Ibrahim, antic primer ministre d'Agha Muhammad fins que fou empresonat per Fath Ali Shah el 1801) va ser nomenat kelantar del Fars (fou conegut pel laqab de Kawam al-Mulk que li fou donat el 1829/1820) i va agafar la direcció de la confederació tribal dels Khamsa que van tenir un paper destacat a la vida de Siraz al segle xix, enfrontats als seus rivals els ilbegis i la tribu dels qashqays). També els ulemes van tenir un paper notable en la direcció de Siraz.
El govern d'Husayn Ali Mirza Farman-Farma i altres governs al segle xix, van estar marcats per desastres naturals, rivalitats familiars i tribals, i mala administració. El 1822 hi va haver una pesta (waba) que hauria mort a sis mil persones a Siraz només en una setmana; hi va haver també epidèmies de còlera; el 1829 els pagaments provincial al govern central s'havien retardat i el xa va acceptar un pagament de 200.000 tumans del governador; el 1830-1831 va venir una nova fam causat per una plaga de llagosta al sud de Pèrsia i va seguir una nova pesta (taun), i el xa va acceptar una condonació d'impostos; el 1834 els pagaments s'havien tornat a retardar i el xa va anar personalment a cobrar però va morir pel camí a Esfahan el 23 d'octubre de 1834. Llavors Husayn Ali va fer pronunciar la khutba en el seu propi nom a Siraz i va marxar a Esfahan però les seves forces foren derrotades prop de Kumisha i van esclatar disturbis a Siraz; Husayn Ali es va rendir i va morir poc després; el va succeir Firuz Mirza, germà del xa Muhàmmad Xah Qajar (1834-1848) al que el 1836 va succeir Firaydun Mirza Farman-Farma. El 1839 es va produir una revolta popular causada per la conducta dels soldats azeris estacionats a la ciutat, dirigida per Shaykh Abu Turab, que va aconseguir la renúncia del governador Firaydun Mirza. El 1845 a Siraz, Sayyid Alí Muhàmmad es va revelar com el Bab i fou arrestat i expulsat. El cònsol Abbot diu que durant el govern de Bahram Mirza (1848-1849) hi va haver diversos aldarulls amb morts i que els haydaris i els nimaris estaven en lluita quasi constant. Una altra fam es va produir el 1860 i va durar una dotzena d'anys (fins a 1871-1872). El març de 1865 la línia de telègraf que anava de Bushire a Teheran passant per Siraz va esdevenir operacional i va millorar les comunicacions amb la capital.
Muhammad Kasim Khan, nomenat governador a Siraz el 1871, va haver de posar en marxa diversos hospicis (gadakhana) a Siraz, cadascun per 50 o 60 persones, a causa de la llarga fam patida per la zona. El 1876 el govern de Fars fou donat a Farhad Mirza Mutamid al-Dawla (que ja havia governat abans) que va fixar els preus dels materials de construcció. El 1881 fou nomenat governador de Fars Zill al-Sultan, que des de 1874 ja era governador d'Esfahan. Va arribar a dominar el sud de Pèrsia que fou de fet independent per un temps; Fars va ser dirigit en aquest temps per un wazir que en depenia directament mentre ell restava a Esfahan; finalment va perdre tots els seus governs excepte Esfahan. El 1884 Siraz comptava amb 6327 cases i la població era de 25.284 homes i 28.323 dones. El 1886 el wazir de Fars, Fath Ali Sahib Diwan, va fer empedrar els carrers de Siraz i posar teulada a un parell de basars.
El conflicte del tabac va trobar violenta oposició a Siraz i al començament del segle XX la ciutat era favorable al moviment constitucional, encara que Siraz mai va tenir paper destacat en els fets. Hi va haver aldarulls el 1906 i xocs el març del 1907. Durant la I Guerra Mundial els oficials de la gendarmeria sueca eren favorables als Imperis Centrals i a la tardor del 1915 la gendarmeria revoltada i els turcmans qashqays van ocupar el consolat britànic, les oficines de la Banca Imperial de Pèrsia i la Companyia Indo-europea de Telègraf i van agafar diversos britànics com a ostatges. El 1916 i 1917 es va restablir l'orde i es van formar els Southern Persian Riffles reconeguts pel govern persa el març de 1917. A l'inici del 1918 la situació es va deteriorar i els qashqays van ocupar Siraz a l'estiu però foren derrotats a l'octubre. Aquell any una epidèmia de grip va matar 10.000 persones.

## Pahlavis i república islàmica
Encara hi va haver conflictes tribals fins als anys vint, quan va agafar el control Rida Khan (Rida Shah) i a partir d'allí va tenir tranquil·litat si bé va quedar aïllada de cap progrés que no es va notar fins després de la II Guerra Mundial. El 1962 la ciutat comptrava ja amb 129.023 habitants i deu anys després amb 325.000. Va fer un salt considerable sota la república islàmica. Es visita obligada pels turistes que visiten l'Iran.